# 聖文德利努
聖文德利努是巴西南大河州的一个市镇。总面积32.087平方公里，总人口1794人，人口密度55.9人/平方公里。